# 新化太子宮
23°02′23″N 120°18′23″E / 23.03974°N 120.30649°E
新化太子宮位在臺灣臺南市新化區，主祀中壇元帥（三太子）。該廟又稱「頂保廟」，原本位在大目降西郊，後來才見於今址。

## 沿革

### 立廟由來
相傳源於明鄭永曆十五年（清順治十八年，1661年），由福建省泉州府晉江縣交西鄉林氏先民，攜其神尊，跟隨鄭成功渡黑水溝來台灣，而安駐於新化（舊稱大目降庄），因傳說太子爺顯靈救世，庄民便倡議合力出資興建公廟安座供奉，於清康熙五十年（1711年）創廟。另說該廟創建於清道光年間。

### 發展
同治元年（1862年）的大地震，導致新化地區災情慘重，太子宮也是被震毀的廟宇之一。1881年2月遷建現址，1946年，再次遭受地震，廟宇全部坍塌，1947年，興工建築新廟，1981年再次重建，成了今日所見的規模，該廟興修可謂歷經滄桑，然而信眾總能不斷捐獻、集資維護，今日的「太子宮」廟產雄厚。

## 祀神
新化太子宮除供奉中壇元帥外，還供奉有保生大帝（龍邊）、註生娘娘（虎邊）。其中保生大帝來自「中協廟」，太子宮重建於中協廟舊址時，將保生大帝一同迎入廟中供奉。